# پوروسوروس

پوروسوروس (نام علمی: Purussaurus) نام یک سرده منقرض شده از زیرخانواده کیمن بود. این هیولا با بیش از ۱۰ متر طول و وزنی بین ۶ تا ۹٫۴ تن یکی از بزرگترین گوشتخواران تاریخ بود.